# 穆爾蘭鎮區 (密歇根州)
穆爾蘭鎮區（英語：Moorland Township）是位於美國密歇根州馬斯基根縣的一個行政鎮區。

## 地方資料
穆爾蘭鎮區的面積為94.50平方千米，當中陸地面積為92.40平方千米，而水域面積為2.10平方千米。根據2020年美國人口普查的數據，當地共有人口1627人，而人口密度為每平方千米17.22人。